# Olof Edsman
Karl Olof Edsman, född 17 oktober 1899 i Tolfta församling, Uppsala län, död 23 augusti 1968 i Göteborgs Vasa församling, Göteborg, var en svensk bankman.
Olof Edsman var son till inspektören Karl Edsman. Han fick 1916 anställning vid Mälareprovinsernas Enskilda Banks kontor i Tierp, där han blev kassör 1917. 1920 flyttade Edsman till bankens huvudkontor i Stockholms, där han tjänstgjorde till 1924. 1924–1929 var han bokhållare i Stockholms läns sparbank, 1929 utnämndes han till byrådirektör och ledamot i Sparbanksinspektionen, och 1934 blev han sparbanksinspektör och chef där. Edsman var ledamot av 1935 års sparbankssakkunniga.